# Myotis pequinius
Myotis pequinius — вид рукокрилих роду Нічниця (Myotis).

## Поширення, поведінка
Проживання: Китай. Це печерний вид.